# AS03
AS03 ist die Kurzbezeichnung für das Adjuvant System 03, eines vom Pharmaunternehmen GlaxoSmithKline (GSK) hergestellten Adjuvans, das als Wirkverstärker in Impfstoffen dient.
Eingesetzt wurde es im in der Europäischen Union zugelassenen Schweinegrippe-Impfstoff Pandemrix zur Bekämpfung der Pandemie H1N1 2009. 2013 erfolgte in den USA die Zulassung eines AS03-enthaltenen Impfstoffes gegen das Influenza-A-Virus H5N1 (Q-Pan H5N1 von GSK). Der COVID-19-Impfstoff GBP510, der 2022 in Südkorea zugelassen wurde, enthält ebenfalls AS03.

## Zusammensetzung
AS03 ist eine Öl-in-Wasser-Emulsion; in Pandemrix enthält eine Impfdosis von 0,5 ml 10,69 mg Squalen, 11,86 mg DL-α-Tocopherol (Vitamin E) und 4,86 mg des Emulgators Polysorbat 80 in einer Phosphatpufferlösung. α-Tocopherol dient sowohl als Reduktionsmittel als auch als zusätzliches Immunstimulans, dessen Verwendung in AS03 ist der Hauptunterschied zum analog zusammengesetzten Adjuvans MF59.
Es gibt zwei bekannte Formulierungen: AS03A enthält 11,86 mg Tocopherol, während in AS03B diese Menge halbiert ist.
Die Emulsion wird vor der Anwendung mit der Antigensuspension zur injektionsfertigen Dispersion vermischt.

## Wirkung
AS03 kann die Produktion von Cytokinen und Chemokinen in Muskeln und drainierenden Lymphknoten anregen, wodurch Monozyten, Granulozyten und dendritische Zellen in jene Lymphknoten migrieren. Außerdem kann AS03 die CD4+-T-Zell-spezifische Immunantwort anregen, was u. a. zur Bildung von mehr B-Gedächtniszellen führt.
In vergleichenden Studien ohne Vitamin E zeigte sich ein geändertes Ansprechen des angeborenen Immunsystems und eine damit geringere Antikörperreaktion.
Die Anwendung von AS03 ermöglicht bei pandemischen Influenzaimpfstoffen eine deutliche Verminderung der Antigenmenge pro Impfdosis.

## Nebenwirkungen
AS03 wurde unter anderem als Adjuvans im pandemischen Grippeimpfstoff gegen das Influenza-A-Virus H5N1 in einer in Asien durchgeführten Phase III-Studie getestet. Insgesamt wurde der Impfstoff gut vertragen, größtenteils war die Intensität der nach der Impfung beobachteten Symptome mild bis moderat (kein Auftreten schwerwiegender unerwünschter Ereignisse, die im Zusammenhang mit der Impfung standen). Schwerwiegende Symptome waren Schmerzen, Müdigkeit und Fieber über 38 °C.
Bei klinischen Prüfungen mit Kindern zeigten sich vor allem milde Nebenwirkungen wie Schmerzen an der Einstichstelle oder Schwellungen, diese waren vorübergehend.
Die nach der Schweinegrippeimpfung (Pandemrix bzw. in Kanada Arepanrix) aufgetretenen vereinzelten Narkolepsie-Erkrankungen insbesondere in Schweden und Finnland wurden von manchen Kritikern AS03 angelastet. Ein hierfür plausibler Pathomechanismus wurde nicht identifiziert. Bei den Narkolepsienfällen fehlt das Neuropeptidhormon Hypocretin, bei einer Zerstörung hypocretinproduzierender Neuronen im Bereich des Hypothalamus.